# Jaltomata vestita
Jaltomata vestita är en potatisväxtart som först beskrevs av John Miers, och fick sitt nu gällande namn av R. Castillo och R.E. Schultes. Jaltomata vestita ingår i släktet jaltomator, och familjen potatisväxter. Inga underarter finns listade i Catalogue of Life.